# Jaime Spengler
Jaime Spengler, OFM (nascut el 6 de setembre de 1960), és un cardenal brasiler de l'Església catòlica, arquebisbe de Porto Alegre des de 2013. També és president de la Conferència Nacional de Bisbes del Brasil i del Consell Episcopal Llatinoamericà (CELAM) des de 2023. Va ser creat cardenal pel papa Francesc el 7 de desembre de 2024.

## Biografia
Jaime Spengler va néixer el 6 de setembre de 1960 a la ciutat de Gaspar, a l'estat de Santa Catarina. És el primer fill entre els quatre fills dels seus pares.Posteriorment ingressà a l'Orde dels Frares Menors i fou ordenat sacerdot catòlic.
El 10 de novembre de 2010 va ser nomenat pel papa Benet XVI bisbe titular de Patara i auxiliar de l'arxidiòcesi de Porto Alegre.
El 15 d'agost de 2012, l'arquebisbe Dadeus Grings el va nomenar advocat i tresorer de l'arxidiòcesi de Porto Alegre. El Papa Francesc el va nomenar arquebisbe de Porto Alegre el 18 de setembre de 2013. El 29 de març de 2014, el Papa Francesc el va nomenar membre de la Congregació per als Instituts de Vida Consagrada i Societats de Vida Apostòlica. L'1 de juny de 2022, el papa Francesc el va nomenar membre de la Congregació per al Culte Diví i la Disciplina dels Sagraments.

### Conferència Episcopal del Brasil
El 25 de juny de 2011 va esdevenir membre de la Comissió Pastoral Episcopal per als Ministeris Ordenats i la Vida Consagrada de la Conferència Episcopal del Brasil (CNBB).
El 23 d'abril de 2015 va ser elegit president de la CNBB Sud Regional 3 per al mandat 2015-2019. El 24 d'abril de 2023, durant la 60a Assemblea General de la CNBB, va ser escollit president de l'entitat per al mandat 2023–2027.

### Cardenal
El 6 d'octubre de 2024, el papa Francesc va anunciar que tenia previst fer de Spengler cardenal el 8 de desembre, una data que després es va canviar al 7 de desembre.
El 7 de desembre de 2024, el papa Francesc el va nomenar cardenal, assignant-li com a membre de l'ordre dels cardenals preveres el títol de San Gregorio Magno alla Magliana Nuova.
L'11 de gener de 2025 va ser nomenat membre del Dicasteri per la doctrina de la fe.